# Team Georg Berg
Team Georg Berg var et dansk cykelhold, som blev etableret af Næstved Bicycle Club med start fra 2015. I 2019 blev Slagelse Cykle Ring også en del af organisationen. Holdet kørte som et DCU Elite Team.
Efter 2022-sæsonen lukkede holdet. Det sidste løb blev kørt den 2. oktober, da holdets ryttere kørte 4. afdeling af Demin Cup 2022. Det tilknyttede juniorhold, Team Fri BikeShop Zealand Cycling, blev ikke berørt af lukningen.

## Holdet

### 2022
| Trup 2022                        | Trup 2022        | Trup 2022                                | Trup 2022 |
| Rytter                           | Fødselsdag       | Seneste hold                             |           |
| -------------------------------- | ---------------- | ---------------------------------------- | --------- |
| Mads Schelde Berg                | 10. august 1998  | O.B. Wiik-Dan Stillads (2019)            |           |
| Magnus Bächler                   | 19. februar 2002 |                                          |           |
| Niklas Hornshøj                  | 2. april 1994    |                                          |           |
| Anders Bjørn Jørgensen           | 9. maj 2002      | Give Elementer (2021)                    |           |
| Luis Carl Jørgensen              | 12. januar 2002  | Team NPV-Carl Ras Roskilde Junior (2020) |           |
| Jannik Ljungdahl                 | 28. april 1998   | Georg Berg Cycling Elite (2017)          |           |
| Nicklas Lilleskov Falk Rasmussen | 13. juli 1997    | O.B. Wiik-Dan Stillads (2021)            |           |
| Magnus Rost                      | 14. februar 2001 |                                          |           |
| Jacob Schebye                    | 23. august 2000  | Næstved Bicycle Club (2020)              |           |
| Oskar Winkler                    | 28. marts 2000   | Dansk Bicycle Club (2021)                |           |
|                                  |                  |                                          |           |
| Kilde: ProCyclingStats           |                  |                                          |           |

### 2021
| Trup 2021                           | Trup 2021          | Trup 2021                                          | Trup 2021 |
| Rytter                              | Fødselsdag         | Seneste hold                                       |           |
| ----------------------------------- | ------------------ | -------------------------------------------------- | --------- |
| Mads Schelde Berg                   | 10. august 1998    | O.B. Wiik-Dan Stillads (2019)                      |           |
| Jannik Hyldtoft Hansen              | 19. september 1988 | BHS-Almeborg Bornholm (2018)                       |           |
| Peter Haslund                       | 21. oktober 1999   | Riwal CeramicSpeed (2018)                          |           |
| Luis Carl Jørgensen                 | 12. januar 2002    | Team NPV-Carl Ras Roskilde Junior (2020)           |           |
| Kasper Due Kaspersen                | 27. maj 2002       | Team Mascot Workwear (2020)                        |           |
| Mads Klinke                         | 22. juni 2000      | Team Børkop Cykler-Carl Ras Roskilde Junior (2018) |           |
| Jannik Ljungdahl                    | 28. april 1998     | Georg Berg Cycling Elite (2017)                    |           |
| Mads Søgaard Mondrup                | 5. juli 1997       |                                                    |           |
| Rasmus Søjberg Pedersen             | 9. juli 2002       | Give Cykelklub (2020)                              |           |
| Magnus Rost                         | 14. februar 2001   |                                                    |           |
| Jacob Schebye                       | 23. august 2000    | Næstved Bicycle Club (2020)                        |           |
| Joakim Mikkel Svensson              | 12. april 1993     |                                                    |           |
| Frederik Uhre                       | 7. maj 1999        |                                                    |           |
| Niklas Hornshøj (11. sep.–31. dec.) | 2. april 1994      |                                                    |           |
|                                     |                    |                                                    |           |
| Kilde: ProCyclingStats              |                    |                                                    |           |

#### Sejre
| 12. jun. | Demin Cup, 2. etape | DCU licensløb | Rasmus Søjberg Pedersen |